# Zlatibor
Zlatibor ([zlǎtibɔːr] Златибoр) es un macizo montañoso con densos bosques, de 1496 m de altitud. Al oeste de Serbia aproximadamente 140 km al suroeste de Belgrado. Se encuentra entre los lugares más populares de Serbia para el turismo rural y es considerado 
uno de los mayores centros de turismo de invierno, en la que se encuentra la Estación de esquí Tornik. La línea ferroviaria Belgrado-Bar pasa por Zlatibor. 

## Historia
En el otoño de 1941, el mariscal Tito (1892-1980), líder comunista, declaró el estado libre de la República de Uzice en Titovo Uzice, población del valle de Djetinia, al noroeste. El macizo tiene una atmósfera excepcionalmente clara y 2.000 horas de sol al año. Es popular centro de vacaciones de verano e invierno. Con una cobertura entre las municipalidades de Čajetina, Užice y Nova Varoš.

## Turismo
Zlatibor es una región montañosa situada en la parte occidental de Serbia, y una de las zonas turísticas más importantes de Serbia, con recursos para el turismo de salud, el esquí y el senderismo.
El comienzo turístico nacional en Zlatibor comenzó el 20 de agosto de 1893, cuando el rey de Serbia Alejandro Obrenović decidió establecer un balneario por iniciativa de los anfitriones locales. En su honor, se erigió una fuente en el lugar donde almorzó, y se llamó Kraljeva Voda ("Agua del Rey"). La fuente fue acompañada por un lago artificial, en el centro de Zlatibor formado en 1947. Fue construido por el ingeniero Miladin Pećinar.

## Protección
Hay 1.044 especies de plantas en el parque. La fauna predominante está formada por bosques autóctonos de pino negro y bosques mixtos de pino negro y pino silvestre.
El parque incluye tres monumentos culturales y numerosos objetos de legado arquitectónico.

## Galería

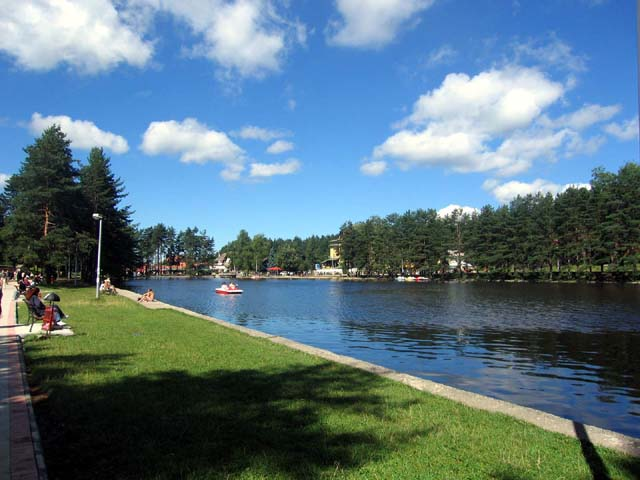
Lago en el centro de Zlatibor

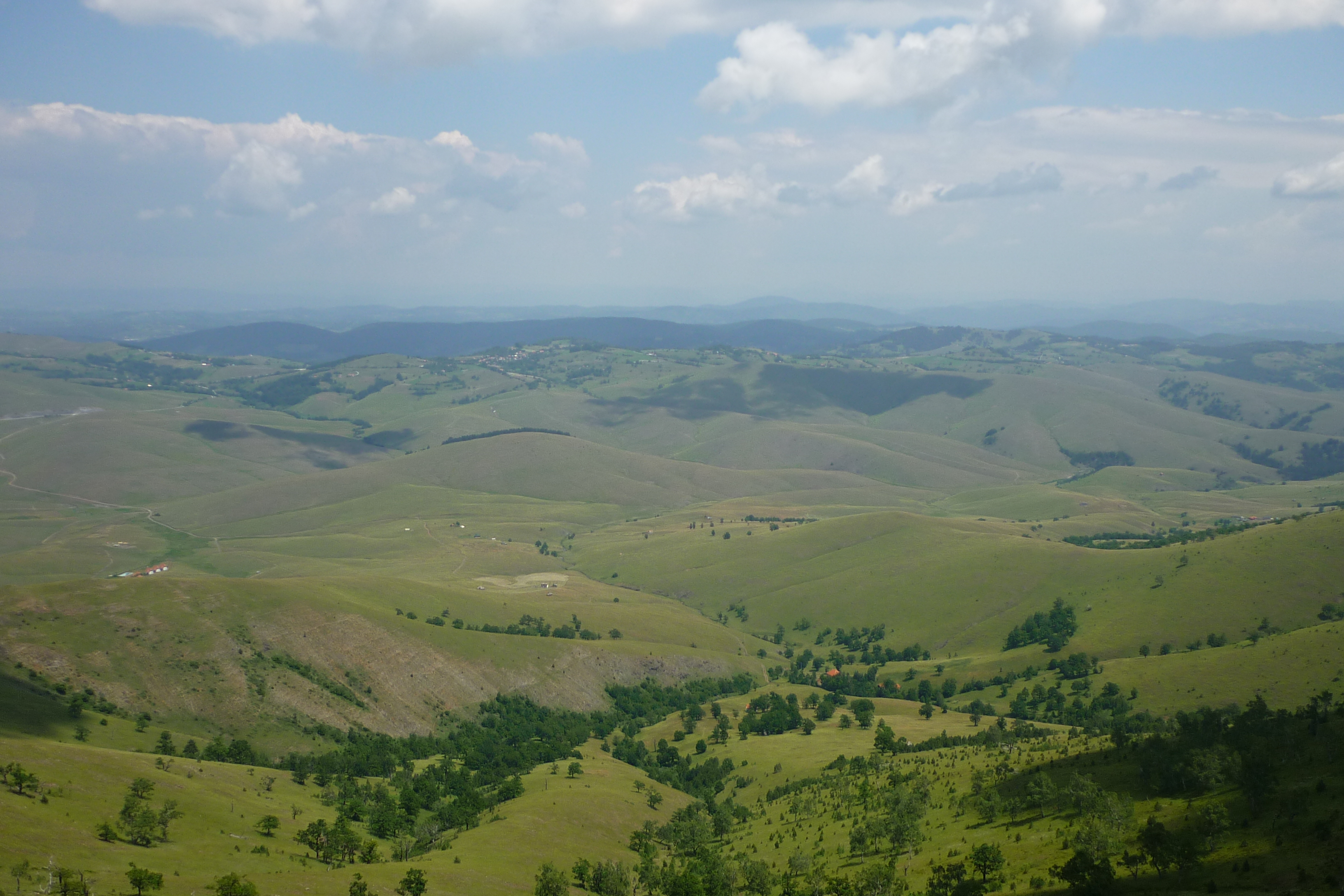
Los montes de Zlatibor

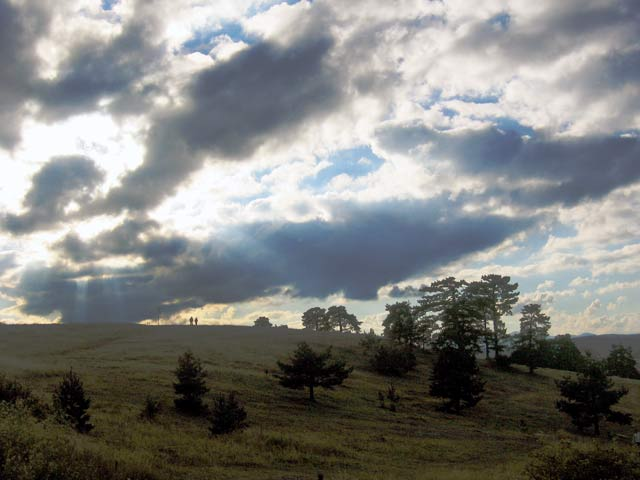
Otra vista de los montes de Zlatibor